# Gayfobia
La gayfobia, ovvero la discriminazione contro gli uomini gay, è una forma di pregiudizio, odio o parzialità omofobica specificatamente rivolta agli uomini gay, all'omosessualità maschile o agli uomini percepiti come gay. Questa discriminazione è spesso strettamente correlata alla "femmefobia", che è l'avversione o l'ostilità verso gli uomini che si presentano come femminili, compresi gli uomini gay ed effeminati.
La gayfobia può derivare dalla religione, da reazioni pregiudizievoli verso i comportamenti femminili, dagli stili di abbigliamento e persino dal registro vocale.  All'interno della comunità LGBT, sono stati riscontrati problemi interiorizzati relativi al soddisfacimento delle aspettative sociali di mascolinità tra uomini gay, bisessuali e transgender. È analogo alla lesbofobia.